# Soudan (Loira Atlántico)
 Soudan  es una población y comuna francesa, situada en la región de Países del Loira, departamento de Loira Atlántico, en el distrito de Châteaubriant y cantón de Châteaubriant.

## Demografía
| 1839 | 1831 | 1884 | 2026 | 2072 | 2007 |
| Para los censos de 1962 a 1999 la población legal corresponde a la población sin duplicidades (Fuente: INSEE [Consultar]) |      |      |      |      |      |